# بهترین اوقات
بهترین اوقات (به انگلیسی: The Best of Times) یک اپیزود آزمایشی محصول سال ۱۹۸۱ به کارگردانی دان میشر است که هرگز سریال آن ساخته نشد. نیکلاس کیج و کریسپین گلاور اولین تجربه بازیگری خود را در این پایلوت تجربه کردند.